# Desa Sidorejo (administrativ by i Indonesien, Yogyakarta, lat -7,92, long 110,25)
Desa Sidorejo är en administrativ by i Indonesien.   Den ligger i provinsen Yogyakarta, i den västra delen av landet, 400 km sydost om huvudstaden Jakarta.